# Antonino Gandolfo Brancaleone
Antonino Gandolfo Brancaleone (Catania, 24 aprile 1820 – Catania, 6 giugno 1888) è stato un compositore italiano.

## Biografia
Iniziò i suoi studi a Palermo con Pietro Raimondi per recasi poi a Napoli da Saverio Mercadante. Tornato a Catania, dopo tale periodo formativo, compose musica sacra e da camera. Compose gli oratori La disfatta degli Assiri (1850) e Gerusalemme liberata (1852), eseguiti durante le feste di mezz'agosto di sant'Agata. Nel 1851 venne rappresentata al Teatro Comunale di Catania l'opera Il Sultano (o Maometto II), che fu poi riproposta al Teatro San Carlo di Napoli nel 1854 con entusiastico successo, grazie anche al cast dei cantanti, che annoverava tra gli altri il tenore Emilio Pancani e il soprano Carlotta Carrozzi Zucchi. Nel 1859 fu rappresentata, sempre al Comunale di Catania, l'opera Caterina di Guisa.
Ancora nel 1859, fu nominato direttore del Comunale di Catania, ma presto dovette lasciare la Sicilia per sfuggire alla polizia borbonica a causa della sua attività di patriota, rifugiandosi a Malta. Qui rimase fino all'arrivo di Garibaldi in Sicilia, nel 1860, quando ritornò alla sua città natale. Si dedicò così nuovamente alla composizione e all'insegnamento. Tra le opere di questo periodo vanno ricordate la Marcia funebre eseguita in occasione del rientro in patria della salma di Vincenzo Bellini (1876) e la sinfonia Inaugurazione, scritta in occasione dell'esposizione del monumento dedicato allo scienziato patriota Vincenzo Tedeschi. L'opera Angelo Malipieri è rimasta inedita.